# Грабонуг
Грабонуг (пол. Grabonóg) — село в Польщі, у гміні Пяски Гостинського повіту Великопольського воєводства.
Населення — 524 особи (2011).
У 1975-1998 роках село належало до Лешненського воєводства.

## Демографія
Демографічна структура станом на 31 березня 2011 року:
|          | Загалом | Допрацездатний вік | Працездатний вік | Постпрацездатний вік |
| -------- | ------- | ------------------ | ---------------- | -------------------- |
| Чоловіки | 250     | 54                 | 168              | 28                   |
| Жінки    | 274     | 56                 | 161              | 57                   |
| Разом    | 524     | 110                | 329              | 85                   |